# Desná (rzeka)
Desná – rzeka w północnej części Moraw, w powiecie Šumperk w kraju ołomunieckim w Czechach, lewostronny dopływ Morawy.
Desna powstaje przez połączenie potoków Divoká Desná i Hučivá Desná, płynących z gór Wysokiego Jesionika. Połączenie następuje w miejscowości Kouty nad Desnou na wysokości 560 m n.p.m. Stamtąd spływa generalnie w kierunku południowo-zachodnim przez miejscowości Loučná nad Desnou, Maršíkov i Rapotín, gdzie wyraźnie zasilają ją dopływy Merta i Losinka. Dalej płynie przez Vikýřovice, Šumperk i Sudkov, po czym w miejscowości Postřelmov na wysokości 281 m n.p.m. wpada do Morawy.
Długość rzeki wynosi 31,0 km. Wraz z Divoką Desną, która jest uznawana za główny tok źródłowy, długość ta wzrasta do 43,4 km. Powierzchnia dorzecza wynosi 338,0 km².
W miejscowości Šumperk (na 12,6 km toku, co odpowiada 241 km² powierzchni dorzecza) średni przepływ wynosi 4,08 m³/sekundę, a przepływ „stuletni” 161 m³/sekundę.